# 劉熺

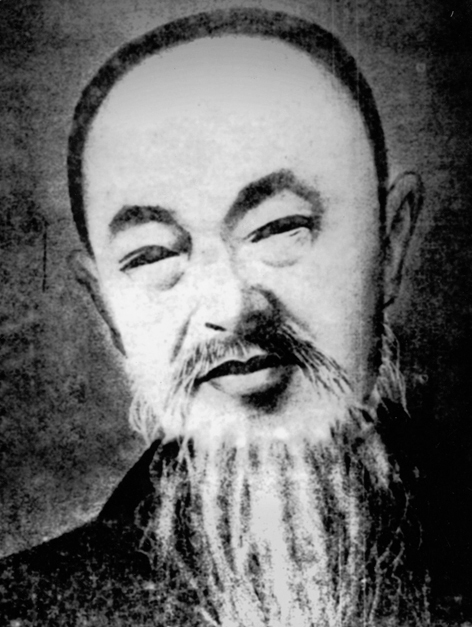

刘熺（？—？），新疆巴里坤人，清末民初教育家、政治人物。

## 生平
刘熺是1894年甲午科举人，终身从事教育事业。1894年至1906年，刘熺任博达书院山长。1906年博达书院改为新疆省立中学堂，校址仍设在北梁博达书院地址，刘熺任首任校长，任至1911年。1913年，他被袁大化派到北京任北京临时参议院议员，后来在北京病逝，归葬于巴里坤。